# Богателло, Гавриил Георгиевич
Гавриил (Гаврош) Георгиевич Богателло (29 ноября (12 декабря) 1913 — 12 апреля 1991, Ростов-на-Дону) — советский футболист, нападающий, футбольный тренер.

## Биография
Воспитанник грузинского футбола. В довоенные годы выступал в командах Грузинской ССР, в том числе в 1940 году сыграл 3 матча в классе «А» в составе тбилисского «Локомотива». В первом послевоенном чемпионате СССР играл за московский «Локомотив», затем вернулся в состав тбилисских одноклубников.
В 1947 году сыграл 5 матчей и забил 3 гола за тбилисское «Динамо», команда в том сезоне завоевала бронзовые медали. Свой первый гол в высшей лиге забил 10 июля 1947 года в ворота сталинградского «Трактора».
С 1948 года выступал за ростовское «Динамо». Вместе с двумя другими игроками, перешедшими из Грузии — Александром Аздариди и Иваном Вардимиади — стал одним из первых футболистов из другого региона в Ростове. Отличался высокой техникой и отменной координацией, обладал сильным дальним ударом. В 1950 году «Динамо» потеряло статус команды мастеров и футболист перешёл в ивановское «Красное Знамя», но сыграв один матч, вернулся в Ростов и стал выступать в соревнованиях КФК. В конце карьеры провёл один сезон за ростовский «Трактор».
В конце 1950-х и начале 1960-х годов входил в тренерские штабы ростовских «Ростсельмаша» и СКА, а также армавирского «Торпедо». В 1963 году в Армавире начал самостоятельную тренерскую карьеру, позднее работал с командами «Шахтёр» (Шахты) и «Металлург» (Красный Сулин).
Скончался в Ростове-на-Дону 12 апреля 1991 года на 78-м году жизни.

## Личная жизнь
Зять — футболист и тренер Энвер Юлгушов. Брат Николай (род. 1924) — футболист, внучатый племянник Анатолий (род. 1978) — футбольный тренер.